# Arta monumentală „Artele”
Arta monumentală „Artele”” este un monument istoric situat în stațiunea Mamaia. Figurează pe noua listă a monumentelor istorice sub codul LMI: CT-III-m-B-02943.

## Istoric și trăsături
Lucrarea de artă monumentală „Artele”, lucrată în mozaic, este amplasată din anul 1962 în incinta restaurantului „Central" din stațiunea Mamaia. Autori sunt artiștii plastici Ion Bitzan, Ion Pacea, Vasile Celmare și Emil Aniței..

## Imagini